# Lawrence Wright
Lawrence Wright (nascido em 2 de agosto de 1947) é um autor vencedor do Prémio Pulitzer, roteirista, escritor contratado da revista The New Yorker, e membro do Center for Law and Security da New York University School of Law. Wright é mais conhecido como autor do livro de 2006 O vulto das torres - A Al-Qaeda e o caminho até 11/9 e mais recentemente como autor do livro Prisão da Fé - Cientologia, Celebridades e Hollywood lançado em 2013.

## Formação
Wright se graduou na Woodrow Wilson High School em Dallas, Texas, em 1965 e foi introduzido no Hall da Fama da escola em 2009 . Ele é formado na Tulane University e ensinou inglês na Universidade Americana do Cairo no Egito por dois anos; ele conquistou um Master of Arts em Linguística Aplicada em 1969.

## Carreira

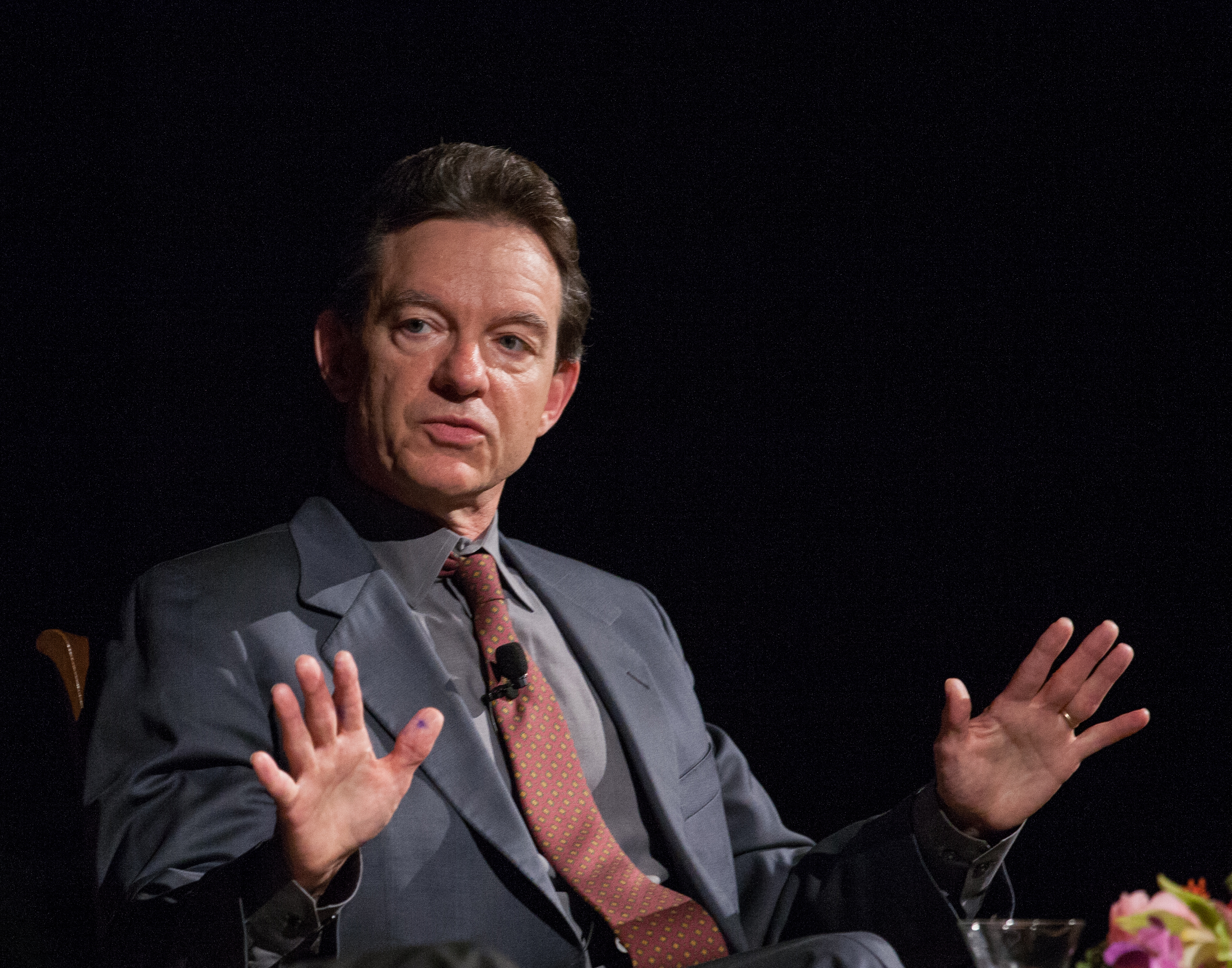
Wright na Lyndon Baines Johnson Presidential Library

Em 1980 Wright começou a trabalhar para a revista Texas Monthly e contribuiu para a revista Rolling Stone.  No final de 1992, ele se juntou à equipe de The New Yorker.

### O vulto das torres - A Al-Qaeda e o caminho até 11/9
Autor de vários livros, Wright no entanto ficou muito conhecido por sua publicação de 2006, O vulto das torres - A Al-Qaeda e o caminho até 11/9.  Tornando-se rapidamente um bestseller, O vulto das torres recebeu o prêmio J. Anthony Lukas Book Prize, e em 2007 o Prémio Pulitzer de Não Ficção Geral, e é frequentamente citado por alguns alguns comentaristas de mídia como sendo uma excelente fonte de informação concretas sobre Al Qaeda e os ataques de 11 de setembro.  O título do livro é de uma frase retirada do Alcorão 4:78: "Onde quer que vos encontrardes, a morte vos alcançará, ainda que vos guardeis em fortalezas inexpugnáveis" (em uma das traduções oficiais em inglês, ao invés de "fortalezas inexpugnáveis", usa-se torres iminentes - em inglês "looming towers" - daí provém-se o título em inglês), que foi citada por Osama bin Laden três vezes em um discurso gravado em vídeo que foi visto como direcionado para os sequestradores do 11 de setembro.

### Prisão da Fé - Cientologia, Celebridades e Hollywood
Wright escreveu um perfil sobre o ex-cientologista Paul Haggis para a The New Yorker.  Após esse trabalho, ele decidiu focar na produção de um livro sobre Cientologia, Prisão da Fé - Cientologia, Celebridades e Hollywood, em janeiro de 2013. O livro contém entrevistas com atuais e ex-cientologistas, e examina a história e a liderança da organização. Em uma entrevista para o The New York Times, Wright declarou que vinha recebendo "inúmeras" cartas ameaçando-o com medidas judiciais por parte de advogados representantes da Cientologia e celebridades que pertencem a igreja. Wright conversou com mais de duzentos atuais e ex-cientologistas para o livro.  A Igreja publicou um comunicado oficial através seu website Scientology Newsroom e um blog listando suas refutações.

### Outros projetos

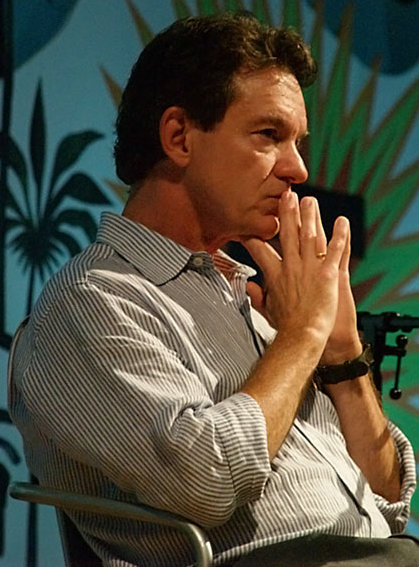
Lawrence Wright, 2007

Entre outros livros de Wright está Remembering Satan: A Tragic Case of Recovered Memory (1994), sobre o caso de falsa memória de Paul Ingram.  Em 7 de junho de 1996, Wright testemunhou na audiência de absolvição de Ingram.[carece de fontes?]
Wright também co-escreveu o roteiro do filme Nova York Sitiada (1998), que conta a estória de um ataque terrorista em Nova York que leva à redução de liberdades civis e a formação de multirões de árabes-americanos.  Um script que Wright escreveu originalmente para Oliver Stone foi transformado em vez em um filme digno de elogios produzido pelo Showtime, Noriega: God's Favorite (2000).[carece de fontes?]
Um documentário estrelando Wright, My Trip to Al-Qaeda, estreou na HBO em setembro de 2010. Foi baseado em suas viagens e experiências no Oriente Médio durante sua pesquisa para O vulto das torres - A Al-Qaeda e o caminho até 11/9. My Trip to Al-Qaeda aborda temas que vão desde o estado atual do regime na Arábia Saudita até aos históricos fundamentos do 11 de setembro.[carece de fontes?]
Wright também toca teclado em um projeto de blues chamado WhoDo, em Austin, Texas, .

## Prêmios e homenagens
- 2006 Los Angeles Times Book Prize com O vulto das torres - A Al-Qaeda e o caminho até 11/9
- 2006 New York Times bestseller com O vulto das torres - A Al-Qaeda e o caminho até 11/9
- 2006 New York Times Notable Book of the Year com O vulto das torres - A Al-Qaeda e o caminho até 11/9
- 2006 New York Times Best Books of the Year com O vulto das torres - A Al-Qaeda e o caminho até 11/9
- 2006 IRE Award com O vulto das torres - A Al-Qaeda e o caminho até 11/9
- 2006 National Book Award finalista com O vulto das torres - A Al-Qaeda e o caminho até 11/9
- 2006 Los Angeles Times Book Prize finalista com O vulto das torres - A Al-Qaeda e o caminho até 11/9
- 2006 Time magazine's Best Books of the Year com O vulto das torres - A Al-Qaeda e o caminho até 11/9
- 2007 Prémio Pulitzer de Não Ficção Geral com O vulto das torres - A Al-Qaeda e o caminho até 11/9
- 2007 Helen Bernstein Book Award for Excellence in Journalism com O vulto das torres - A Al-Qaeda e o caminho até 11/9
- 2007 J. Anthony Lukas Book Prize com O vulto das torres - A Al-Qaeda e o caminho até 11/9
- 2007 Lionel Gelber Prize com O vulto das torres - A Al-Qaeda e o caminho até 11/9
- 2007 Arthur Ross Book Award indicado com O vulto das torres - A Al-Qaeda e o caminho até 11/9
- 2007 PEN Center USA Literary Award (Research Nonfiction) com O vulto das torres - A Al-Qaeda e o caminho até 11/9
- 2009 Newsweek 50 Books for Our Times com O vulto das torres - A Al-Qaeda e o caminho até 11/9
- 2013 National Book Critics Circle Award (Nonfiction) indicado com Prisão da Fé - Cientologia, Celebridades e Hollywood[11][12]

### Livros
- City Children, Country Summer: A Story of Ghetto Children Among the Amish. [S.l.]: Scribner. 1979. ISBN 978-0-684-16144-0
- In the New World: Growing up in America, 1964-1984. [S.l.]: Alfred A. Knopf. 1987. ISBN 978-0-394-75964-7
- Saints and Sinners. [S.l.]: Alfred A. Knopf. 1993. ISBN 978-0-679-76163-1
- Remembering Satan: A Tragic Case of Recovered Memory. [S.l.]: Vintage Books. 1994. ISBN 978-0-679-75582-1
- Twins: And What They Tell Us About Who We Are. [S.l.]: John Wiley & Sons. 1999. ISBN 978-0-471-29644-7
- God's Favorite: A Novel. [S.l.]: Simon and Schuster. 2000. ISBN 978-0-684-86810-3
- O vulto das torres - A Al-Qaeda e o caminho até 11/9. [S.l.]: Alfred A. Knopf. 2006. ISBN 978-0-375-41486-2
- Prisão da Fé - Cientologia, Celebridades e Hollywood. [S.l.]: Companhia das Letras. 2013. ISBN 9788535922844
- Thirteen Days in September: Carter, Begin and Sadat at Camp David. [S.l.]: Alfred A. Knopf. 2014. ISBN 978-0-385-35203-1

### Peças teatrais
- Camp David (estreou no Arena Stage (em Washington, D.C.) em março de 2014)

### Artigos
- Wright, Lawrence (20 de setembro de 2010). «The Talk of the Town: Comment: Intolerance». The New Yorker. 86 (28): 47–48
- Wright, Lawrence (14 de fevereiro de 2011). «Reporting & Essays: Profiles: The Apostate, Paul Haggis vs. the Church of Scientology». The New Yorker. Consultado em 25 de abril de 2015

## Referêcias
1. ↑  Unmuth, Katherine Leal (26 de abril de 2009). «Alumni gather to celebrate Woodrow Wilson High's 80th anniversary». The Dallas Morning News. Consultado em 21 de agosto de 2010
2. 1 2 3  «Lawrence Wright: About». Consultado em 17 de setembro de 2013
3. ↑  «J. Anthony Lukas Prize Project winners». Nieman Foundation for Journalism at Harvard. Consultado em 16 de março de 2011
4. ↑  Wright, Lawrence (2006). The Looming Tower: Al-Qaeda and the Road to 9/11. New York: Knopf. p. 350. ISBN 978-0-375-41486-2
5. ↑  Thornton, Kim (17 de novembro de 2012). «Lawrence Wright's Book on Church of Scientology Coming in January». Knopf Publishers
6. 1 2 3  Mcgrath, Charles (3 de janeiro de 2013). «Scientology Fascinates the Author Lawrence Wright». The New York Times
7. ↑  «Going Clear: Scientology, Hollywood and the Prison of Belief: How Lawrence Wright Got it So Wrong». 28 de novembro de 2013
8. ↑  Church of Scientology International (13 de janeiro de 2013). «Statement on Lawrence Wright's book». Consultado em 29 de novembro de 2013. Arquivado do original em 2 de dezembro de 2013
9. ↑  Church of Scientology International (2013). «How Lawrence Wright Got It So Wrong: A Correction of the Falsehoods in Lawrence Wright's Book on Scientology». Consultado em 29 de novembro de 2013
10. ↑  Amos, Deborah (30 de março de 2007). «Lawrence Wright's 'Trip to Al-Qaeda'». National Public Radio
11. ↑  Kirsten Reach (14 de janeiro de 2014). «NBCC finalists announced». Melville House Publishing. Consultado em 14 de janeiro de 2014
12. ↑  «Announcing the National Book Critics Awards Finalists for Publishing Year 2013». National Book Critics Circle. 14 de janeiro de 2014. Consultado em 14 de janeiro de 2014